# Frasera speciosa
Frasera speciosa är en gentianaväxtart som beskrevs av David Douglas och William Jackson Hooker. Frasera speciosa ingår i släktet Frasera och familjen gentianaväxter. Inga underarter finns listade i Catalogue of Life.